# 科伯斯多夫
科伯斯多夫是奥地利布尔根兰州上普伦多夫县的一个市镇。总面积27.3平方公里，总人口1828人，人口密度67.0人/平方公里（2001年）。